# Night Owls
Night Owls (в переводе с англ. — «Ночные совы») — второй студийный альбом бельгийской блюз-роковой группы Vaya Con Dios, выпущенный на лейбле Ariola Records в 1990 году.

## Об альбоме
Vaya Con Dios работали над этим альбомом целых три года. В качестве синглов были изданы композиции «Nah Neh Nah», «What’s a Woman?», «Night Owls».
«Nah Neh Nah» стала хитом не только в Бельгии, но и в Европе, оставаясь долгое время популярным хитом. По сей день эта композиция считается одной из лучших в творчестве коллектива, а также самой известной песней группы.
Night Owls был продан тиражом в 2 миллиона копий. За успешные продажи диск получил золотой сертификат в Швеции и Финляндии, а в Германии ему присвоили платиновый сертификат.

## Список композиций

### Сторона А
| №  | Название                       | Автор(ы)                      | Длительность |
| -- | ------------------------------ | ----------------------------- | ------------ |
| 1. | «Nah Neh Nan»                  | Балфе, Дани Кляйн, Дирк Схофс | 2:52         |
| 2. | «Far Gone Now»                 | Жалян, Кляйн, Схофс           | 3:08         |
| 3. | «Sunny Days»                   | Кляйн, Вайтс                  | 3:29         |
| 4. | «Sally»                        | Жалян, Кляйн                  | 3:28         |
| 5. | «Something’s Got a Hold On Me» | Этта Джеймс, Кирклэнд, Вудс   | 4:53         |
| 6. | «I Don’t Want to Know»         | Жалян, Кляйн, Схофс           | 3:24         |

### Сторона Б
| №  | Название                    | Автор(ы)             | Длительность |
| -- | --------------------------- | -------------------- | ------------ |
| 1. | «What’s a Woman?»           | Жалян, Кляйн, Схофс  | 3:56         |
| 2. | «Night Owls»                | Жалян, Кляйн, Схофс  | 3:56         |
| 3. | «Pack Your Memories»        | Жалян, Кляйн         | 3:04         |
| 4. | «With You»                  | Жалян, Кляйн, Схофс  | 4:02         |
| 5. | «Travelling Light»          | Кляйн, Схофс         | 3:32         |
| 6. | «Quand Elle Rit Aux Éclats» | Кляйн, Престигиакомо | 3:46         |

## Участники записи
- Бруно Кастеллучи — ударные
- Верона Дэвис, Джейсон Джонсон, Стив Клисби — бэк-вокал
- Дани Кляйн — основной вокал, композитор
- Дирк Схофс — бас-гитара, аранжировка, продюсер, композитор
- Фрэнк Вутс — пианино
- Эрик Мелартс — акустическая гитара
- Кармело Престигиакомо, Жан Мишель Жалян — композиторы

## Чарты
| Чарт (1990) | Высшая позиция |
| ----------- | -------------- |
| Австрия     | 4              |
| Венгрия     | 32             |
| Швейцария   | 1              |
| Швеция      | 8              |